# جایزه انجمن تهیه‌کنندگان آمریکا برای بهترین فیلم
جایزه انجمن تهیه‌کنندگان آمریکا برای بهترین فیلم یکی از جوایز سالیانه‌ای است که از سال ۱۹۸۹ توسط انجمن تهیه‌کنندگان آمریکا اهدا می‌شود.
در سال ۲۰۰۹، در تطابق با جایزه اسکار بهترین فیلم، تعداد نامزدها به‌طور رسمی از ۵ به ۱۰ افزایش یافت.
از بین ۲۸ فیلمی که جایزه را برده‌اند، ۱۹ فیلم جایزه اسکار بهترین فیلم را نیز برده‌اند.

## برندگان و نامزد

### دهه ۱۹۸۰
| سال  | فیلم                       | تهیه‌کننده(ها)                     |
| ---- | -------------------------- | --------------------------------- |
| ۱۹۸۹ | رانندگی برای خانم دیزی †   | لیلی فینی زانوک و ریچارد دی زانوک |
| ۱۹۸۹ | متولد چهارم ژوئیه ‡        | آلکساندر کیتمن هو و الیور استون   |
| ۱۹۸۹ | جنایت و جنحه               | رابرت گرینهوت                     |
| ۱۹۸۹ | کار درست را بکن            | اسپایک لی                         |
| ۱۹۸۹ | سرزمین رؤیاها ‡            | لارنس گوردون و چارلز گوردن        |
| ۱۹۸۹ | افتخار                     | Freddie Fields                    |
| ۱۹۸۹ | پری دریایی کوچولو          | جان ماسکر و هاوارد اشمن           |
| ۱۹۸۹ | پای چپ من ‡                | Noel Pearson                      |
| ۱۹۸۹ | سکس، دروغ‌ها و نوار ویدئویی | John Hardy and Robert Newmyer     |
| ۱۹۸۹ | وقتی هری سالی را دید...    | راب رینر و اندرو شینمن            |

### دهه ۱۹۹۰
| سال  | فیلم                 | تهیه‌کننده(ها)                                                                               |
| ---- | -------------------- | ------------------------------------------------------------------------------------------- |
| ۱۹۹۰ | رقصنده با گرگ‌ها †    | Jim Wilson و کوین کاستنر                                                                    |
| ۱۹۹۰ | بیداری‌ها ‡           | Walter F. Parkes and Lawrence Lasker                                                        |
| ۱۹۹۰ | رفقای خوب ‡          | ایروین وینکلر                                                                               |
| ۱۹۹۰ | کلاهبرداران          | مارتین اسکورسیزی، Robert A. Harris, and Jim Painten                                         |
| ۱۹۹۰ | برگشتن بخت           | ادوارد آر. پرسمن and الیور استون                                                            |
| ۱۹۹۱ | سکوت بره‌ها †         | ادوارد ساکسون, Kenneth Utt, and رون بزمن                                                    |
| ۱۹۹۱ | دیو و دلبر ‡         | دن هان                                                                                      |
| ۱۹۹۱ | پسرا و محله          | Steven Nicolaides                                                                           |
| ۱۹۹۱ | جی‌اف‌کی ‡             | آلکساندر کیتمن هو and الیور استون                                                           |
| ۱۹۹۱ | تلما و لوییز         | ریدلی اسکات and Mimi Polk Gitlin                                                            |
| ۱۹۹۲ | بازی گریه ‡          | استیون وولی                                                                                 |
| ۱۹۹۲ | چند مرد خوب ‡        | راب رینر، David Brown and اندرو شینمن                                                       |
| ۱۹۹۲ | هواردز اند ‡         | اسماعیل مرچنت                                                                               |
| ۱۹۹۲ | بوی خوش زن ‡         | مارتن برست                                                                                  |
| ۱۹۹۲ | نابخشوده †           | کلینت ایستوود                                                                               |
| ۱۹۹۳ | فهرست شیندلر †       | استیون اسپیلبرگ، جرالد آر. مولن, and برانکو لوستیگ                                          |
| ۱۹۹۳ | فراری ‡              | آرنولد کوپلسون                                                                              |
| ۱۹۹۳ | به نام پدر ‡         | جیم شریدان                                                                                  |
| ۱۹۹۳ | پیانو ‡              | Jan Chapman                                                                                 |
| ۱۹۹۳ | بازمانده روز ‡       | مایک نیکولز، جان کلی، and اسماعیل مرچنت                                                     |
| ۱۹۹۴ | فارست گامپ †         | وندی فینرمن, Steve Tisch, and استیو استارکی                                                 |
| ۱۹۹۴ | شیرشاه               | دن هان                                                                                      |
| ۱۹۹۴ | داستان عامه‌پسند ‡    | لورنس بندر                                                                                  |
| ۱۹۹۴ | رستگاری در شاوشنک ‡  | نیکی ماروین                                                                                 |
| ۱۹۹۴ | سه رنگ: قرمز         | مارین کارمیتز                                                                               |
| ۱۹۹۵ | آپولو ۱۳ ‡           | برایان گریزر                                                                                |
| ۱۹۹۵ | بیب ‡                | Bill Miller, George Miller, and Doug Mitchell                                               |
| ۱۹۹۵ | شجاع‌دل †             | مل گیبسون، Alan Ladd, Jr., and بروس دیوی                                                    |
| ۱۹۹۵ | ایل پوستینو: پستچی ‡ | ماریو چکی گوری، ویتوریو چکی گوری, and Gaetano Daniele                                       |
| ۱۹۹۵ | ترک لاس وگاس         | Lila Cazès and Annie Stewart                                                                |
| ۱۹۹۵ | یک شاهدخت کوچک       | مارک جانسون                                                                                 |
| ۱۹۹۵ | عقل و احساس ‡        | Lindsay Doran                                                                               |
| ۱۹۹۵ | هفت                  | آرنولد کوپلسون and Phyllis Carlyle                                                          |
| ۱۹۹۵ | داستان اسباب‌بازی     | Ralph Guggenheim and بونی آرنولد                                                            |
| ۱۹۹۵ | مظنونین همیشگی       | Kenneth Kokin, Michael McDonnell, and برایان سینگر                                          |
| ۱۹۹۶ | بیمار انگلیسی †      | سائول زانتز                                                                                 |
| ۱۹۹۶ | فارگو ‡              | ایتن کوئن                                                                                   |
| ۱۹۹۶ | جری مگوایر ‡         | کامرون کرو، جیمز ال. بروکس، Laurence Mark, and ریچارد ساکای                                 |
| ۱۹۹۶ | رازها و دروغ‌ها ‡     | سیمون چنینگ ویلیامز                                                                         |
| ۱۹۹۶ | درخشیدن ‡            | Jane Scott                                                                                  |
| ۱۹۹۷ | تایتانیک †           | جیمز کامرون و جاون لانداو                                                                   |
| ۱۹۹۷ | آمیستاد              | استیون اسپیلبرگ، دبی آلن، and Colin Wilson                                                  |
| ۱۹۹۷ | بهتر از این نمی‌شه ‡  | جیمز ال. بروکس، Bridget Johnson, and Kristi Zea                                             |
| ۱۹۹۷ | ویل هانتینگ خوب ‡    | لورنس بندر                                                                                  |
| ۱۹۹۷ | محرمانه لس‌آنجلس ‡    | آرنان میلشان، کرتیس هنسن، and Michael G. Nathanson                                          |
| ۱۹۹۸ | نجات سرباز رایان ‡   | استیون اسپیلبرگ، Allison Lyon Segan, Bonnie Curtis, یان برایس، مارک گوردون، and گری لوینسون |
| ۱۹۹۸ | زندگی زیباست ‡       | Elda Ferri and Gianluigi Braschi                                                            |
| ۱۹۹۸ | شکسپیر عاشق †        | دیوید پارفیت, دونا گیگلیوتی، هاروی واینستین، ادوارد زوئیک، and مارک نورمن                   |
| ۱۹۹۸ | خط باریک سرخ ‡       | Robert Michael Geisler, John Roberdeau, and Grant Hill                                      |
| ۱۹۹۸ | نمایش ترومن          | Edward S. Feldman, اسکات رودین، اندرو نیکول، and Adam Schroeder                             |
| ۱۹۹۹ | زیبایی آمریکایی †    | بروس کوئن and Dan Jinks                                                                     |
| ۱۹۹۹ | جان مالکوویچ بودن    | مایکل استایپ، Sandy Stern, استیو گولین and وینسنت لندی                                      |
| ۱۹۹۹ | قوانین خانه سایدر ‡  | ریچارد ان. گلدستاین                                                                         |
| ۱۹۹۹ | توفان                | نورمن جویسون، Armyan Bernstein, and John Ketcham                                            |
| ۱۹۹۹ | نفوذی ‡              | Michael Mann and Pieter Jan Brugge                                                          |

### دهه ۲۰۰۰
| سال  | فیلم                              | تهیه‌کننده(ها)                                                              |
| ---- | --------------------------------- | -------------------------------------------------------------------------- |
| ۲۰۰۰ | گلادیاتور †                       | داگلاس ویک، دیوید فرانزونی, and برانکو لوستیگ                              |
| ۲۰۰۰ | تقریباً مشهور                      | کامرون کرو and یان برایس                                                   |
| ۲۰۰۰ | بیلی الیوت                        | گرگ برنمن and Jon Finn                                                     |
| ۲۰۰۰ | ببر خیزان، اژدهای پنهان ‡         | ویلیام کانگ, Hsu Li Kong, and انگ لی                                       |
| ۲۰۰۰ | ارین براکویچ ‡                    | دنی دویتو، مایکل شمبرگ, and استیسی شر                                      |
| ۲۰۰۱ | مولن روژ! ‡                       | باز لورمن، Fred Baron, and Martin Brown                                    |
| ۲۰۰۱ | ذهن زیبا †                        | برایان گریزر and ران هاوارد                                                |
| ۲۰۰۱ | هری پاتر و سنگ جادو               | دیوید هیمن                                                                 |
| ۲۰۰۱ | ارباب حلقه‌ها: یاران حلقه ‡        | باری ام آزبرن، پیتر جکسون، and فرن والش                                    |
| ۲۰۰۱ | شرک                               | آرون وارنر, John H. Williams and جفری کاتزنبرگ                             |
| ۲۰۰۲ | شیکاگو †                          | Martin Richards                                                            |
| ۲۰۰۲ | اقتباس                            | ادوارد ساکسون, جاناتان دمی، and وینسنت لندی                                |
| ۲۰۰۲ | دارودسته‌های نیویورکی ‡            | آلبرتو گریمالدی and هاروی واینستین                                         |
| ۲۰۰۲ | ارباب حلقه‌ها: دو برج ‡            | باری ام آزبرن، پیتر جکسون، and فرن والش                                    |
| ۲۰۰۲ | عروسی یونانی پرریخت‌وپاش و بزرگ من | ریتا ویلسون، تام هنکس، and Gary Goetzman                                   |
| ۲۰۰۲ | جاده‌ای به‌سوی تباهی                | ریچارد دی زانوک and Dean Zanuck                                            |
| ۲۰۰۳ | ارباب حلقه‌ها: بازگشت پادشاه †     | باری ام آزبرن، پیتر جکسون، and فرن والش                                    |
| ۲۰۰۳ | کوهستان سرد                       | آلبرت برگر                                                                 |
| ۲۰۰۳ | آخرین سامورایی                    | مارشال هرسکوویتز, ادوارد زوئیک، تام کروز، and پائولا واگنر                 |
| ۲۰۰۳ | ناخدا و فرمانده: آخر دنیا ‡       | ساموئل گلدوین جونیور, Duncan Henderson, and پیتر ویر                       |
| ۲۰۰۳ | رودخانه میستیک ‡                  | رابرت لورنتس، Judie G. Hoyt, and کلینت ایستوود                             |
| ۲۰۰۳ | سیبیسکوت ‡                        | Kathleen Kennedy, Frank Marshall, and گری راس                              |
| ۲۰۰۴ | هوانورد ‡                         | Michael Mann and گراهام کینگ                                               |
| ۲۰۰۴ | در جستجوی ناکجاآباد ‡             | ریچارد ان. گلدستاین and Nellie Bellflower                                  |
| ۲۰۰۴ | شگفت‌انگیزان                       | جان واکر (تهیه‌کننده فیلم)                                                  |
| ۲۰۰۴ | دختر میلیون دلاری †               | کلینت ایستوود، آلبر اس. رودی and تام روزنبرگ                               |
| ۲۰۰۴ | راه‌های فرعی ‡                     | Michael London                                                             |
| ۲۰۰۵ | کوهستان بروکبک ‡                  | دایانا اسانا and جیمز شیمس                                                 |
| ۲۰۰۵ | کاپوتی ‡                          | Caroline Baron, William Vince, and Michael Ohoven                          |
| ۲۰۰۵ | تصادف †                           | پل هگیس and Cathy Schulman                                                 |
| ۲۰۰۵ | شب‌بخیر، و موفق باشید. ‡           | گرانت هسلو                                                                 |
| ۲۰۰۵ | سربه‌راه باش                       | جیمز کیچ and Cathy Konrad                                                  |
| ۲۰۰۶ | میس سان‌شاین کوچولو ‡              | آلبرت برگر، David T. Friendly, Peter Saraf, Marc Turtletaub, and ران یرکسا |
| ۲۰۰۶ | بابل ‡                            | استیو گولین، الخاندرو گونسالس اینیاریتو، and Jon Kilik                     |
| ۲۰۰۶ | رفتگان †                          | گراهام کینگ                                                                |
| ۲۰۰۶ | دختران رؤیایی                     | Laurence Mark                                                              |
| ۲۰۰۶ | ملکه ‡                            | اندی هریز, Christine Langan, and تریسی سیوارد                              |
| ۲۰۰۷ | جایی برای پیرمردها نیست †         | اسکات رودین، Joel Coen, and Ethan Coen                                     |
| ۲۰۰۷ | لباس غواصی و پروانه               | Kathleen Kennedy and Jon Kilik                                             |
| ۲۰۰۷ | جونو ‡                            | Lianne Halfon , Mason Novick, and Russell Smith                            |
| ۲۰۰۷ | مایکل کلیتون ‡                    | Jennifer Fox, Kerry Orent, and سیدنی پولاک                                 |
| ۲۰۰۷ | خون به پا خواهد شد ‡              | پل توماس اندرسن، Daniel Lupi, and JoAnne Sellar                            |
| ۲۰۰۸ | میلیونر زاغه‌نشین †                | Christian Colson                                                           |
| ۲۰۰۸ | مورد عجیب بنجامین باتن ‡          | Kathleen Kennedy, Frank Marshall, and سون چفین                             |
| ۲۰۰۸ | شوالیه تاریکی                     | کریستوفر نولان، اما توماس، and چارلز روون                                  |
| ۲۰۰۸ | فراست/نیکسون ‡                    | ران هاوارد، برایان گریزر، and اریک فلنر                                    |
| ۲۰۰۸ | میلک ‡                            | بروس کوئن and Dan Jinks                                                    |
| ۲۰۰۹ | مهلکه †                           | کاترین بیگلو، مارک بول، نیکولا شارتیه, and Greg Shapiro                    |
| ۲۰۰۹ | آواتار ‡                          | جیمز کامرون and جاون لانداو                                                |
| ۲۰۰۹ | منطقه ۹ ‡                         | پیتر جکسون and Carolynne Cunningham                                        |
| ۲۰۰۹ | درس‌آموزی ‡                        | Finola Dwyer and Amanda Posey                                              |
| ۲۰۰۹ | حرامزاده‌های لعنتی ‡               | لورنس بندر                                                                 |
| ۲۰۰۹ | شکست‌ناپذیر                        | کلینت ایستوود، Lori McCreary, رابرت لورنتس، and Mace Neufeld               |
| ۲۰۰۹ | گرانبها ‡                         | لی دنیلز، Sarah Siegel-Magness, and Gary Magness                           |
| ۲۰۰۹ | پیشتازان فضا                      | جی. جی. آبرامز and دیمون لیندلوف                                           |
| ۲۰۰۹ | بالا ‡                            | جوناس ریورا                                                                |
| ۲۰۰۹ | بالا در آسمان ‡                   | ایوان رایتمن، جیسون رایتمن، and Daniel Dubiecki                            |

### دهه ۲۰۱۰
| سال  | فیلم                             | تهیه‌کننده(ها)                                                                |
| ---- | -------------------------------- | ---------------------------------------------------------------------------- |
| ۲۰۱۰ | سخنرانی پادشاه †                 | این کنینگ, Emile Sherman, and Gareth Unwin                                   |
| ۲۰۱۰ | ۱۲۷ ساعت ‡                       | دنی بویل and Christian Colson                                                |
| ۲۰۱۰ | قوی سیاه ‡                       | Scott Franklin, مایک مدووی، and Brian Oliver                                 |
| ۲۰۱۰ | مشت‌زن ‡                          | David Hoberman, Todd Lieberman, and مارک والبرگ                              |
| ۲۰۱۰ | تلقین ‡                          | کریستوفر نولان و اما توماس                                                   |
| ۲۰۱۰ | بچه‌ها حالشان خوب است ‡           | گری گیلبرت, Jeffrey Levy-Hinte, and Celine Rattray                           |
| ۲۰۱۰ | شبکه اجتماعی ‡                   | دانا برونتی، سون چفین, مایکل دلوکا، and اسکات رودین                          |
| ۲۰۱۰ | شهر                              | باسیل ایوانک و گراهام کینگ                                                   |
| ۲۰۱۰ | داستان اسباب‌بازی ۳ ‡             | دارلا کی. اندرسون                                                            |
| ۲۰۱۰ | شجاعت واقعی ‡                    | جوئل کوئن، ایتن کوئن و اسکات رودین                                           |
| ۲۰۱۱ | آرتیست †                         | توما لانگمن                                                                  |
| ۲۰۱۱ | ساقدوش‌ها                         | جاد اپتاو، Barry Mendel , and Clayton Townsend                               |
| ۲۰۱۱ | فرزندان ‡                        | جیم برک (تهیه‌کننده فیلم), الکساندر پین، and Jim Taylor                       |
| ۲۰۱۱ | دختری با خالکوبی اژدها           | سون چفین and اسکات رودین                                                     |
| ۲۰۱۱ | کمک ‡                            | Michael Barnathan, Chris Columbus, and Brunson Green                         |
| ۲۰۱۱ | هوگو ‡                           | گراهام کینگ and مارتین اسکورسیزی                                             |
| ۲۰۱۱ | نیمه ماه مارس                    | جرج کلونی، گرانت هسلو، and Brian Oliver                                      |
| ۲۰۱۱ | نیمه‌شب در پاریس ‡                | لتی آرونسون and استیون تننبام                                                |
| ۲۰۱۱ | مانیبال ‡                        | مایکل دلوکا، Rachael Horovitz, and برد پیت                                   |
| ۲۰۱۱ | اسب جنگی ‡                       | Kathleen Kennedy and استیون اسپیلبرگ                                         |
| ۲۰۱۲ | آرگو †                           | بن افلک، جرج کلونی و گرانت هسلو                                              |
| ۲۰۱۲ | جانوران حیات وحش جنوب ‡          | Michael Gottwald, Dan Janvey, and Josh Penn                                  |
| ۲۰۱۲ | جنگوی از بند رسته ‡              | Reginald Hudlin, Pilar Savone, and استیسی شر                                 |
| ۲۰۱۲ | بینوایان ‡                       | تیم بوان، اریک فلنر، Debra Hayward, and Cameron Mackintosh                   |
| ۲۰۱۲ | زندگی پی ‡                       | انگ لی، Gil Netter, and David Womark                                         |
| ۲۰۱۲ | لینکلن ‡                         | Kathleen Kennedy and استیون اسپیلبرگ                                         |
| ۲۰۱۲ | قلمرو طلوع ماه                   | وس اندرسن، Jeremy Dawson, استیون ام. رالس، and اسکات رودین                   |
| ۲۰۱۲ | دفترچه امیدبخش ‡                 | بروس کوئن، دونا گیگلیوتی، and جاناتان گوردون                                 |
| ۲۰۱۲ | اسکای‌فال                         | باربارا براکلی and مایکل ویلسون                                              |
| ۲۰۱۲ | سی دقیقه پس از نیمه‌شب ‡          | کاترین بیگلو، مارک بول، and مگان الیسون                                      |
| ۲۰۱۳ | ۱۲ سال بردگی † (مساوی)           | آنتونی کاتاگاس, جرمی کلاینر، Steve McQueen, برد پیت، and دده گاردنر          |
| ۲۰۱۳ | جاذبه ‡ (مساوی)                  | آلفونسو کوارون و دیوید هیمن                                                  |
| ۲۰۱۳ | حقه‌بازی آمریکایی ‡               | مگان الیسون، جاناتان گوردون، چارلز روون و ریچارد ساکل                        |
| ۲۰۱۳ | یاسمن پژمرده                     | لتی آرونسون and استیون تننبام                                                |
| ۲۰۱۳ | کاپیتان فیلیپس ‡                 | دانا برونتی، مایکل دلوکا، and اسکات رودین                                    |
| ۲۰۱۳ | باشگاه خریداران دالاس ‡          | Robbie Brenner and Rachel Winter                                             |
| ۲۰۱۳ | او ‡                             | مگان الیسون، اسپایک جونز، and وینسنت لندی                                    |
| ۲۰۱۳ | نبراسکا ‡                        | آلبرت برگر and ران یرکسا                                                     |
| ۲۰۱۳ | نجات آقای بنکس                   | Ian Collie, الیسون اوون، and Philip Steuer                                   |
| ۲۰۱۳ | گرگ وال استریت ‡                 | Riza Aziz, اما تیلینگر کوسکوف, and جویی مک‌فارلند                             |
| ۲۰۱۴ | بردمن (یا فضیلت غیرمنتظرهٔ جهل) † | Alejandro G. Iñárritu, John Lesher, and James W. Skotchdopole                |
| ۲۰۱۴ | تک‌تیرانداز آمریکایی ‡            | کلینت ایستوود، رابرت لورنتس، اندرو لازار، بردلی کوپر، and پیتر مورگان        |
| ۲۰۱۴ | پسرانگی ‡                        | ریچارد لینکلیتر و کاتلین ساترلند                                             |
| ۲۰۱۴ | فاکس‌کچر                          | بنت میلر، مگان الیسون و جان کیلیک                                            |
| ۲۰۱۴ | دختر گم‌شده                       | سون چفین                                                                     |
| ۲۰۱۴ | هتل بزرگ بوداپست ‡               | وس اندرسن، Jeremy Dawson, استیون ام. رالس، and اسکات رودین                   |
| ۲۰۱۴ | بازی تقلید ‡                     | Nora Grossman, Ido Ostrowsky, and Teddy Schwarzman                           |
| ۲۰۱۴ | شبگرد                            | Jennifer Fox and تونی گیلروی                                                 |
| ۲۰۱۴ | نظریه همه‌چیز ‡                   | تیم بوان، اریک فلنر، Lisa Bruce, and آنتونی مک‌کارتن                          |
| ۲۰۱۴ | شلاق ‡                           | جیسون بلوم، Helen Estabrook, and David Lancaster                             |
| ۲۰۱۵ | رکود بزرگ ‡                      | دده گاردنر، جرمی کلاینر و برد پیت                                            |
| ۲۰۱۵ | پل جاسوس‌ها ‡                     | استیون اسپیلبرگ، مارک ئی. پلات و کریستی ماکوسکو کریگر                        |
| ۲۰۱۵ | بروکلین ‡                        | Finola Dwyer and Amanda Posey                                                |
| ۲۰۱۵ | اکس‌مشینا                         | اندرو مک‌دانلد (تهیه‌کننده) and Allon Reich                                    |
| ۲۰۱۵ | مکس دیوانه: جاده خشم ‡           | داگ میتچل و جرج میلر                                                         |
| ۲۰۱۵ | مریخی ‡                          | سیمون کینبرگ، ریدلی اسکات، مایکل شفر, and Mark Huffam                        |
| ۲۰۱۵ | بازگشته ‡                        | آرنان میلشان، استیو گولین، الخاندرو گونسالس اینیاریتو، ماری پارنت و کیث ردمن |
| ۲۰۱۵ | سیکاریو                          | Basil Iwanyk, Edward L. McDonnell, and Molly Smith                           |
| ۲۰۱۵ | اسپات‌لایت †                      | مایکل شوگر, استیو گولین، Nicole Rocklin, and Blye Pagon Faust                |
| ۲۰۱۵ | مستقیم بیرون کامپتن              | آیس کیوب، مت آلوارز، اف. گری گری، دکتر دره، و اسکات برنستاین                 |
| ۲۰۱۶ | لالا لند ‡                       | فرد برگر، جردن هوروویتز و مارک پلت                                           |
| ۲۰۱۶ | ورود ‡                           | شاون لوی، دن لوین، آرون رایدر و دیوید لیند                                   |
| ۲۰۱۶ | ددپول                            | سیمون کینبرگ، رایان رینولدز و لورن شولر دانر                                 |
| ۲۰۱۶ | حصارها ‡                         | اسکات رودین، دنزل واشینگتن و تاد بلک                                         |
| ۲۰۱۶ | ستیغ اره‌ای ‡                     | بیل مکانیک و دیوید پرموت                                                     |
| ۲۰۱۶ | اگر سنگ از آسمان ببارد ‡         | کارلا هاکن و جولی یورن                                                       |
| ۲۰۱۶ | افراد پنهان ‡                    | دونا گیگلیوتی، پیتر چرنین، جنو تاپینگ، فارل ویلیامز و تئودور ملفی            |
| ۲۰۱۶ | شیر ‡                            | امیلی شرمن، این کنینگ و انجی فیلدر                                           |
| ۲۰۱۶ | منچستر کنار دریا ‡               | مت دیمون، کیمبرلی استوارد، کریس مور، لاورن بک، و کوین جی. والش               |
| ۲۰۱۶ | مهتاب ‡                          | ادل رومانسکی، دده گاردنر و جرمی کلاینر                                       |